# الداماد محمد فريد
دامات محمد فريد باشا 1853-6 أكتوبر 1923
هو رجل دولة ودبلوماسي عثماني، شغل منصب صدر أعظم لمدة سنة وعشرة شهور وخمسة أيام فيما بين 4 مارس 1919 إلى 30 سبتمبر 1919 5 أبريل 1920 17 أكتوبر 1920 في سلطنة محمد السادس العثماني. وبعد الحرب بسبب معارضة حركة الإنقاذ الوطني بزعامة مصطفى كمال أتاتورك ادرجوا في قائمة المائة وخمسون شخص غير المرغوب فيهم في تركيا (وهو مصطلح يطلق علي الاشخاص الذين تولو مناصب عالية في تركيا والذين نفوا من تركيا بعد الاستقلال باعتبارهم شركاء الاعداء)، ولقد أعلن الخيانة العظمي. وهرب إلى الخارج عام 1922.

## حياته وسيرته قبل رئاسه الوزراء
هو من أعضاء دولة شورى وابن حسن عزت افندي مترجم (جوليستان). ولد في إسطنبول عام 1853 وبعد أن أتم تعليمه تولي الهيئة الخارجية. تزوج من مديحة سلطان ابنة السلطان عبد المجيد الأول وأخت فهد الدين عام 1885. وبعد ثلاث سنوات لقب باشا معتليا رتبة وزير، ولقد طالب بتعيينه في سفارة لندن وعندما رفض عبد الحميد الثاني ابعد من وظائف مؤسسات الدولة. وانفصل عن زوجته إلى حياته الخاصة في بيت كبير موجود في ميناء بلطه.
وبعداعلان المشروطية عين على مجلس الأعيان العثماني ووجد بين مؤسسي جماعة الحرية والائتلاف في الفترة 21-1911 والتي صعدت المعارضة ضد جمعية الاتحاد والترقي. وفي الداخل كانت الجماعة ملائمة وملازمة بين العناصر التي كونت الفكر الليبرالي والمجتمع العثماني. واصر فريد باشا على رئاسة الجماعة التي تأسست يوم 11 نوفمبر 1911 ومن الخامس والعشرين من نوفمبر عام 1911 حتي يوليو 1912.{ وعقب انهاء حروب البلقان عام 1912 اقترح إرسال دامات فريد باشا إلى مؤتمر السلام الذي سيعقد في لندن عام 1912 وخرج رئيس الوزراء كامل باشا ضده قائلا «هذا الرجل مجنون».

### فترة رئاسة الوزراء
حياه فريد باشا السياسيه تلائلات في سلطنه محمد فهد الدين الرابع والذي يكون أخا لزوجته. وبعد القضاء علي جمعية الاتحاد والترقي اقترح فهد الدين ان يرسل فريد باشا لمفاوضات الهدنة التي ستعقد في مودروس 24 أكتوبر 1918 .الآن هذا الاقتراح تم رفضه من قبل مجلس وزرلء عزت باشا. وفقا لرؤف ارورباي وبسبب اقتراح السلطان تجنب انهاء الهدنة بتغير السلطنة مثل بلغاريا والنمسا وألمانيا.وعقب استقاله مجلس وزراء أحمد توفيق باشا 3 مارس 1919احضر فريد باشا لرئاسه الوزراء لأول مره.مجلس وزراء أحمد توفيق باشا الهرم الذي تاسس بعد الحرب ظل بلا تاثير مقابل الضغوط المختلفه علي الدولة.علي الرغم من اصرار قوات التحالف تجنب الازمه التي ستؤدي الي تغير مجلس الوزراء ومحكمه الاحكام العرفيه التي ستؤسس من اجل الحكم علي مذنبي الحرب ومسؤلي إبعاد والمذبحة. الخروج الحاد لفرنجت ديسبري الجنرال الفرنسي الموجه لرئيس الوزراء الهرم كان سببا مباشرا لتغير الحكومة. عقب احتلال ازمير من قبل اليونان استقالت حكومه فريد باشا 15 مايو الا انه في نفس اليوم تم توظيفه مره اخري بتاسيس مجلس الوزراء. الباشا الذي استقال مره ثانيه في العشرين من يوليو عقب المعاملة القاسيه والتي قام بها الوفد التركي بزياره خاطفه مؤتمر باريس للسلام 1919 احضر اليوم التالي لرئاسه الوزراءللمره الثالثه.وفي النهاية استقال فريد باشا للمره الثالثه عن مجلس الوزراء في 30 سبتمبر عقب توليه الحكم في الاناضول بحركه قانون الدفاع في الكونغرس سيفاس وفي اليوم التالي وبناء علي طلب من الكونغرس سيفاس قررت حكومه علي رضا باشا لمباشره العمل ولاجراء الانتخابات العامه. وفي فتره فريد باشاحكومته التي استمرت مايقرب من 7 أشهر خلال الثلاثة الاولي ارضي قوات التحالف التي كانت محتله اسطانبول من ناحيه ومن ناحيه اخري اتبع سياسه لتطهير بقايا نظام جمعية الاتحاد والترقي في الداخل. وبمجرد مجيئهم الي السلطة تم القاء القبض علي الكثير من قاده الاتحاد والترقي السابقه. ققر تاسيس محكمه جرائم حرب مباشرتا لاعدام كمال بك محافظ البوغاز الذي سيحاكم بسبب تهجير الارمن. رجح توقف الحكومة علي مسافه مقابل رد الفعل الوطني الواسع الذي تكون ضد احتلال ازمير. تم تشكيل قوات الشرطة الغير متناسقه باسم القوه الانضباطيه باداره اللصوص الشركسيه باسم احمد انظافور ضد الانتفاضة الوطنية التي بدات في الكونغرس سيفاس وبصفه خاصه يفرغ 90.000 صندوق من الذخيرة المناسبة لاسترضاء إنجلترا. وانتقده جميع قطاعات المجتمع.وبعد يومين وبعد ضغط قوات الاحتلال مجلس المبعوثان 16 مارس 1920 في الازمه التي بدات بعطله احضر دامات محمد فريد مره اخري الي رئاسه الوزراء.
تراس فريد باشا الحكم الذي نفذ بالفعل في خلال الحكومة السابقه والتي تاسست 5 أبريل 1920 وانتهت 17 أكتوبر 1920 .اقتصرت قوة الحكومة العثمانية في هذه الفترة علي إسطنبول وما حولها الموجوده فقط تحت احتلال قوات التحالف
بعد مؤتمر سان ريمو الذي عقد في شهر مارس وايضا في مفاوضات السلام في باريس لم يكن للوفد العثماني حق الكلام. فتوي الإعدام الصادره ضد مصطفي كمال ورفاقه11 أبريل 1920 وتوقيع معاهدة سيفر 10 أغسطس 1920 هي الاحداث الرئيسيه في فتره رئاسه وزراء دامات فريد باشا الاخيره التي استمرت 6 أشهر ونصف.

### فتاوي شيخ الإسلام دوري زاده
اتاح صدور فتوي شرعيه وواجبه حول البلطجيه المشاركين في حركه القوه الوطنية والمقاتلين من شيخ الإسلام مع الضغط البريطاني. في عهد وزير الخارجيه أعلن ان هذا الطلب تم قبوله والالتزام به تحت الضغط البريطاني وعندما كان رئيس الوزراء كانت قد اوفي بالتزاماته. انتشرت الفتوي بتاريخ 11 أبريل1920من قبل دوري زاده عبد الله افندي. وقد استقال من مجلس وزراء فريد باشا 17 أكتوبر1920 بناءا علي رغبتهم بانسحاب فريد باشا الذي ذهب الي قصر ممثلي قوات التحالف الذين اعتقدوا انهم ليس لديهم خيار اخر سوي التفاوض معحرب الاستقلال التركية.عقب وصول النضال الوطني علي الفور هرب فريد باشا الي أوروبا في21 سبتمبر1922 .وقد وافته المنية في مدينه نيس بفرنسا في 6 أكتوبر1923.

### شخصيته
وفقا لخواطر صبيحه سلطان ابنه فهد الدين فان:
فريد باشا الذي عزيما وطموحا وضع تشريفات القصر في القصر الموجود في ميناء بلطه ونظم الامسيات وحفلات العشاء واجتماعات السفراء. وقد بدا بالنزول الي الحمام مع عمتي مديحه سلطان التي ترتدي دكلته <لباس عار> مفتوحه وهو سموكين <قميص بفراشه العنق> .قالت لم انسي ابدا.ذات يوم عندما ذهبت لزياره عمتي عندما وصلنا الي القاعة كانت عمتي تجلس علي كرسي واخذ فريد باشا يعزف لها علي البيانو هايدن. وكنت علي يقين ان اظهار هذا من باب الخديعة للتاثير.
ووفقا أحمد توفيق باشا رئيس لوزراء الاسبق كان فريد باشا يمر حتي الفرنجه في الطراز الأوروبي.
وفي وفاته وفقا للكاتب الذي صرح في جريده توحيد الفكار أصبح أوروبي الطراز بجماعه اهتدوا من لندن وفي النهاية أصبح معاديا للإسلام.كان الخدم الموجودين في المنزل من الذكور والإناث الرومين بالكامل.في كلامه وخطبه وكتاباته دائما يتحدث بالامثال اللاتينيه واليونانيه والخرافات ومن الاشاعات<الاساطير> .والخلاصة قد تغرب بالكامل لكن كان رجلا بروح عالميه تخلو تماما من شعور الوطنية.
وقد قال السلطان فهد الدين بشان فريد باشا الذي تزوج باخته «هناك ثلاث ملعونين في العالم وهو مندرج تحت هولاء الثلاثة».وقد روي علي فؤاد بك الذي كان رئيس كتاب القصر ان واحده من الممرضات لدينا قالت كان لفريد باشا زوجه واحده وابن واحد يسمي سامي.